# Фирзен
Фирзен (њем. Viersen) град је у њемачкој савезној држави Северна Рајна-Вестфалија. Једно је од 9 општинских средишта округа Фирзен. Према процјени из 2010. у граду је живјело 75.700 становника. Посједује регионалну шифру (AGS) 5166032, NUTS (DEA1E) и LOCODE (DE VIE) код.

## Географски и демографски подаци
Фирзен се налази у савезној држави Северна Рајна-Вестфалија у округу Фирзен. Град се налази на надморској висини од 40 метара. Површина општине износи 91,1 km². У самом граду је, према процјени из 2010. године, живјело 75.700 становника. Просјечна густина становништва износи 831 становника/km².

## Међународна сарадња
| Мјесто    | Држава               | Врста сарадње | Од    |
| --------- | -------------------- | ------------- | ----- |
| Канив     | Украјина             | партнерство   | 1996. |
| Питерборо | Уједињено Краљевство | партнерство   | 1982. |
|           | Француска            | партнерство   | 1970. |
| Пардесиа  | Израел               | партнерство   | 2001. |
| Извор     |                      |               |       |